# Burch Smith
Burch Taylor Smith (né le 12 avril 1990 à Tyler, Texas, États-Unis) est un lanceur droitier de baseball qui évolue dans la Ligue majeure pour les Marlins de Miami.

## Carrière
Burch Smith joue avec les Sooners de l'Université d'Oklahoma lorsqu'il est repêché au 14e tour de sélection par les Padres de San Diego en 2011. Il signe son premier contrat professionnel avec ce club, après avoir repoussé deux offres des Indians de Cleveland, qui l'avaient sélectionné en 49e ronde en 2009 et en 20e ronde en 2010. Le lanceur partant est promu pour la première fois au niveau Double-A des ligues mineures au printemps 2013 mais après seulement 6 départs pour les Missions de San Antonio, il est rappelé par les Padres pour faire ses débuts dans le baseball majeur. Il effectue 7 départs pour San Diego en 2013 et ajoute trois présences en relève. Il joue son premier match le 11 mai et remporte sa première victoire le 15 septembre suivant, alors qu'il blanchit les Braves d'Atlanta en 7 manches, ne leur donne que 3 coups sûrs et retire 10 adversaires sur des prises. Il ne donne aucun coup sûr avant la 6e manche. 
Les blessures le tiennent à l'écart en 2014 et il n'apparaît que dans deux matchs de ligue mineure.
Le 19 décembre 2014, Smith est avec le premier but Jake Bauers et le receveur René Rivera échangé aux Rays de Tampa Bay contre le voltigeur Wil Myers, le receveur Ryan Hanigan, le lanceur droitier Gerardo Reyes et le lanceur gaucher José Castillo.